# Ortodonti

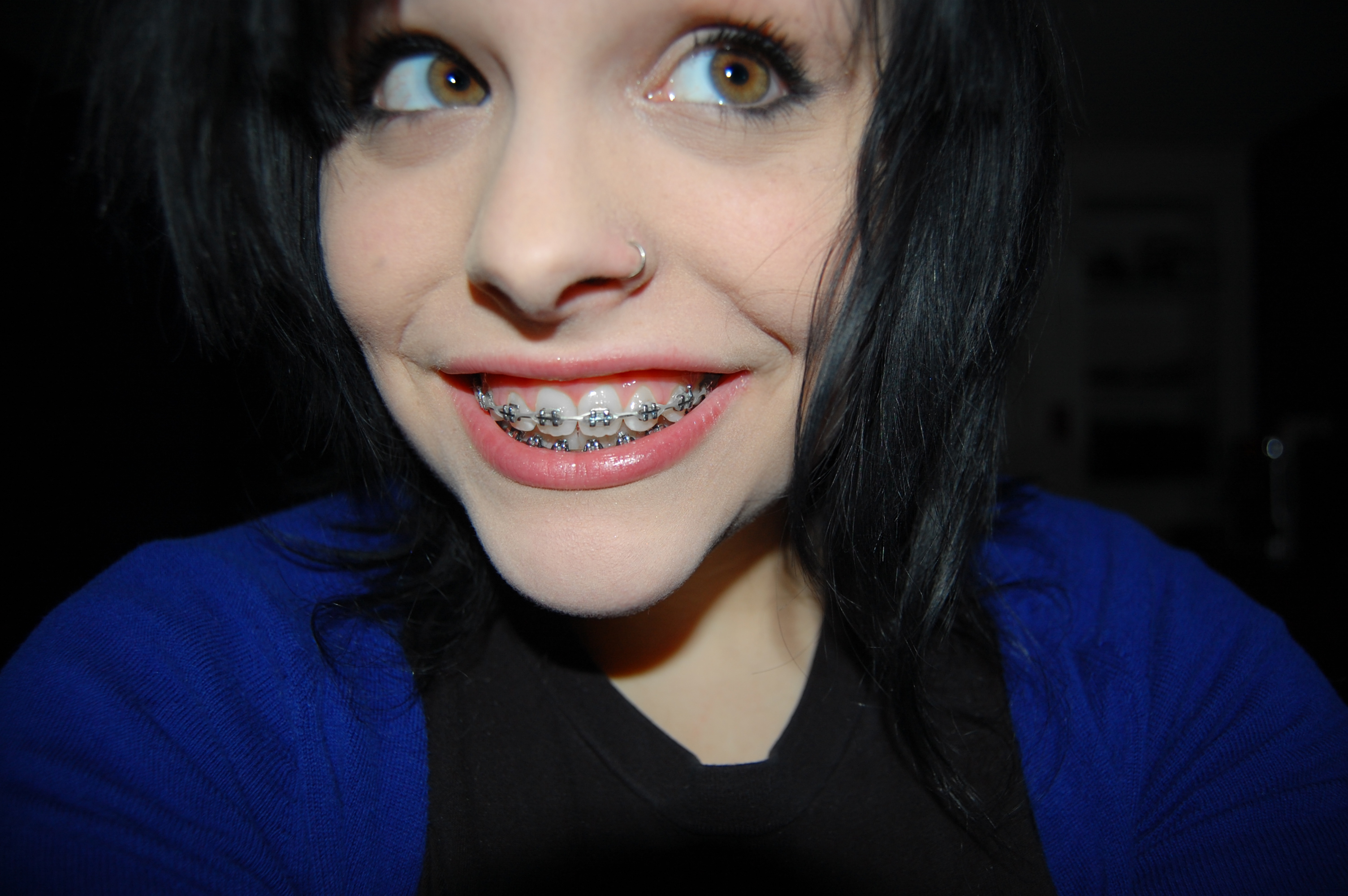
Tandställning

Ortodonti eller tandreglering (äldre svensk beteckning odontologisk ortopedi) är en odontologisk specialitet inom tandvården.
Ortodontin är inriktad på studier och behandling av malocklusioner, fel i tandbettet, som kan vara ett resultat av ojämnheter i tandställningen, oproportionella förhållanden mellan käkarna eller båda delarna. Den innefattar ansiktets och bettets normala och anormala tillväxt och utveckling samt diagnostik och behandling av medfödda och förvärvade bettfel. Specialistutbildade tandläkare inom området kallas för ortodontister eller tandreglerare.
Ortodontisk behandling kan utföras av rent estetiska skäl – för att av kosmetiska skäl förbättra patientens allmänna utseende i tandställningen. Men behandlingen ges ofta av mer praktiska skäl (inte minst sociala skäl), för att förse patienten med ett förbättrat funktionellt bett (ocklusion). En viktig ortodontisk behandling är förebyggande åtgärder på barn för att undvika framtida problem.

## Behandlingar
Behandlingen inkluderar fasta tandställningar, vanligast är tandbryggor, som kan göras av rostfritt stål eller något mer estetiskt keramiskt material, urtagbara tandställningar, eller plattor; ställningar som anbringas på huvudet; ansiktsmasker, elastiska band; och andra hjälpmedel, inklusive expanderande ställningar och ställningar som hjälper till en god funktion.
Det finns också tandställningar som nattetid fästs i munnen i två monteringar på tänder längst bak. Ställningen hålls kvar av tyg som går runt hjässan eller runt nacken. 
Efter en följd av aktiv ortodontisk behandling, kommer patienten ofta att bära ortodontisk utrustning som kommer att trycka och hålla tänderna i deras nya förbättrade position, under det att omgivande ben anpassar sig. Utrustningen bärs vanligen hela tiden för en kort period, kanske sex månader upp till ett år, och sedan tillfälligt (det är vanligt att de sätts på och bärs under sömnen) så länge som patienten önskar.
Nya möjligheter har getts med till exempel minnesmetaller av nickel-titan, som återgår till förutbestämt läge. Minnesmetallen har den egenskapen att den påverkande kraften erhålls under en längre tid. De krafter som används är relativt svaga för att inte skada tänder och tandkött. Den önskade kraften får man genom att välja lämplig tjocklek på den metalltråd som används. 
En ortodontisk behandling får ibland kombineras med utdragning av tänder (vid platsbrist), insättning av implantat och andra åtgärder.
Det är möjligt för tänderna att stanna i den nya positionen utan att tandreglerande utrustning bärs regelbundet. Men, det finns många skäl till att tänderna kommer att flytta på sig när en person åldras, så det finns ingen garanti att tänderna, behandlade ortodontiskt eller på annat sätt, kommer att stanna i en jämn tandrad utan sammanhållande krafter.
En typ av påverkan som kan vara svår att åtgärda är vanemässiga rörelser, till exempel tryck med tungan, kraftig fingersugning, skadande bitrörelser under sömnen. Kan inte vanan fås att upphöra återgår gärna tänderna till tidigare position. Bitrörelser under sömnen kan motverkas med hjälp av bettskenor, vilka används nattetid och jämnar ut krafterna.